# NEW Netz
Die NEW Netz GmbH ist ein regionaler Verteilnetzbetreiber und grundzuständiger Messstellenbetreiber mit Sitz in Geilenkirchen. Sie ist eine Tochtergesellschaft der NEW AG und betreibt die Strom-, Erdgas- und Trinkwassernetze in den Regionen Heinsberg, Mönchengladbach, Viersen sowie Teilen des Rhein-Kreises Neuss. Das Unternehmen wurde 2004 gegründet und beschäftigt rund 600 Mitarbeitende innerhalb der NEW-Gruppe.

## Geschichte
Die NEW Netz GmbH wurde 2004 gegründet und hat ihren Sitz seitdem in Geilenkirchen. Sie entstand als gemeinsame Tochtergesellschaft der Niederrheinischen Versorgung und Verkehr AG (NVV, heute NEW AG) und der Westenergie und Verkehr GmbH, um die regionalen Strom-, Gas- und Wassernetze zu betreiben.

## Unternehmensstruktur
Die NEW Netz GmbH ist eine Tochtergesellschaft der NEW AG mit Sitz in Geilenkirchen.

### Versorgungsgebiet
Das Versorgungsgebiet der NEW Netz GmbH umfasst die Kreise Heinsberg, Viersen und Teile des Rhein-Kreises Neuss. Die Städte Mönchengladbach, Grevenbroich, Korschenbroich, Wassenberg, Erkelenz, Wegberg, Niederkrüchten, Hückelhoven, Übach-Palenberg, Geilenkirchen, Viersen, Tönisvorst, Jüchen und die Gemeinden Gangelt, Selfkant und Waldfeucht.

## Aufgabenfelder
Zu den Aufgaben der NEW Netz GmbH gehören der Betrieb, die Planung, die Instandhaltung sowie der Ausbau des regionalen Strom-, Gas- und Trinkwasserverteilnetzes. Außerdem gehört der Messstellenbetrieb zu ihren Aufgaben.
Die NEW Netz GmbH ist in den Bereichen Strom, Erdgas und Trinkwasser aktiv und stellt die Versorgung in ihrem Netzgebiet über folgende Infrastruktur sicher:
- Stromversorgung
  - 400.000 Haushalte
  - 10.000 Kilometer Mittel- und Niederspannungsnetz
  - 440.000 Messlokationen
- Erdgasversorgung
  - 150.000 Haushalte
  - 4.100 Kilometer langes Netz
  - 160.000 Messlokationen
- Trinkwasserversorgung
  - 100.000 Haushalte
  - 3.000 Kilometer langes Leitungsnetz
  - 105.000 Messlokationen

Darüber hinaus ist die NEW Netz GmbH für die öffentliche Straßenbeleuchtung in vielen Kommunen ihres Versorgungsgebiets zuständig. Die Aufgaben umfassen unter anderem die Umrüstung auf energieeffiziente LED-Technik, die Wartung und Störungsbeseitigung sowie die Planung neuer Beleuchtungsanlagen in Neubaugebieten.
Die NEW Netz GmbH ist zudem für die Einspeisung von Strom aus erneuerbaren Energien wie Photovoltaik, Windkraft und Biomasse in ihr Verteilnetz verantwortlich.